# Lonchophylla fornicata
Lonchophylla fornicata is een vleermuis uit het geslacht Lonchophylla die voorkomt in de laaglanden van Zuidwest-Colombia (de Chocó) en Noordwest-Ecuador, op 75 tot 500 m hoogte. Deze soort lijkt het meeste op Lonchophylla concava. De soortaanduiding fornicata betekent in het Latijn "van een boog voorzien" en verwijst naar de verwantschap met L. concava.
L. fornicata is een middelgrote soort met een lange, bruine rugvacht en een vrij korte voorarm. De voorarmlengte bedraagt 33,0 tot 35,6 mm, de kop-romplengte 52 tot 62 mm, de staartlengte 7 tot 12 mm, de achtervoetlengte 10 tot 12 mm, de oorlengte 11 tot 15 mm en het gewicht 8,7 g.